# Succedani del cafè

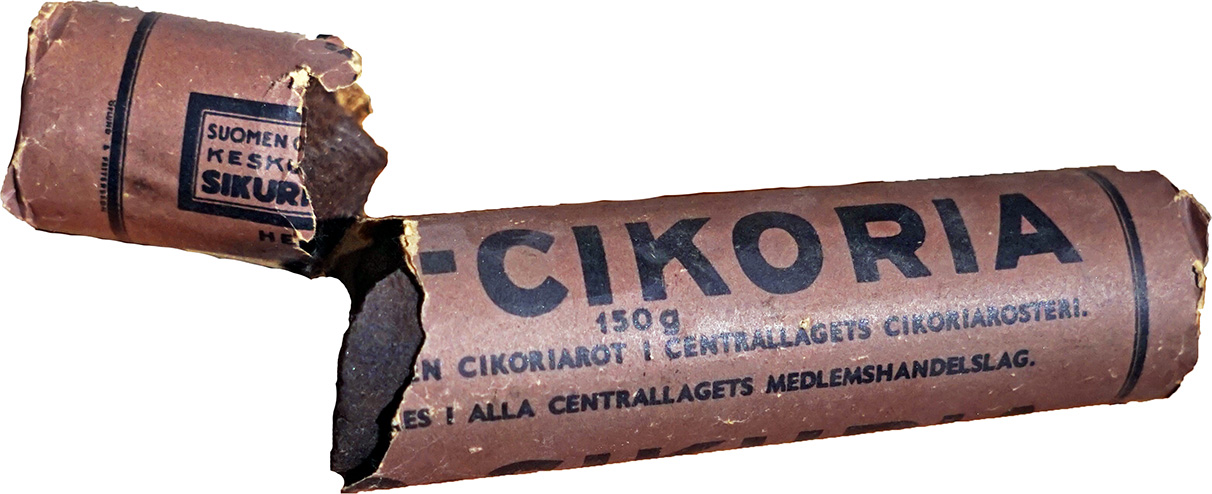

Els succedanis del cafè són productes que no són cafè, normalment sense cafeïna, que es fan servir per imitar el cafè. Els succedanis per motius mèdics, econòmics, i religiosos o simplement perquè el cafè no estigui disponible. Els grans de cereals torrats són un succedani comú pel cafè.
En la Segona Guerra Mundial, es van fer servir les glans per a fer una mena de cafè. Durant la Guerra Civil dels Estats Units el cafè era escàs als Estats del Sud dels Estats Units.
Els succedanis del cafè de vegades s'utilitzen per preparar aliment servits a infants o a gent que evita la cafeïna, o per la creença que aquests succedanis són més saludables que el cafè. Per motius religiosos els Mormons, no prenen cafè però els agrada prendre'n un succedani.
Algunes tradicions culinàries com la de Corea, inclouen begudes fetes de grans de cereals torrats en lloc de cafè o te (incloent-hi boricha, d'ordi, oksusu cha, i hyeonmi cha). Aquests no substitueixen el cafè però són begudes calentes

## Ingredients
Els grans que es poden fer torrant o per decocció. Inclouen: ametlla, gla, espàrrec ordi maltejat, llavor del faig, arrel de remolatxa, pastanaga, arrel de xicoria, moresc, llavor de cotó, dent de lleó, figa, melassa bullida, llavor d'okra, pèsol, llavor de caqui, pèla de patata, sègol, pinyols de sassafràs, moniato, segó de blat.
Els natius nord-americans del sud-est dels Estats Units feien una beguda cerimonial que contenia cafeïna, "asi", o la "beguda negra", feta de les fulles i tiges torrades de Ilex vomitoria (Yaupon holly). Els europeus colonialistes adoptaren aquesta beguda, com a substitut del cafè, i li donaren el nom de "cassina".
Les arrels torrades de la xicoria (Cichorium yntibus) es van vendre a gran escala des de 1870 als Estats Units especialment a la Luisiana. A l'Índia és popular la mescla de cafè i xicoria.